# Paul Vannier (homme politique)
Pour les articles homonymes, voir Vannier.
Paul Vannier, né le 19 septembre 1985 à Vitry-sur-Seine (Val-de-Marne), est un homme politique français. Il est député de la 5e circonscription du Val-d'Oise depuis les élections législatives de 2022. Il est également conseiller régional d'Île-de-France depuis juillet 2021. En 2022 et 2024, il prend part aux négociations ayant conduit à la formation de coalitions de gauche : d'abord la NUPES, puis le Nouveau Front populaire.
Il a commencé en politique aux côtés de Jean-Luc Mélenchon en 2008. Il milite au Parti de gauche à partir de 2009, puis à la France Insoumise à partir de 2016.

## Biographie

### Origines et profession
Paul Vannier, né le 19 septembre 1985 à Vitry-sur-Seine, est le fils d'un agent EDF syndicaliste chez Force ouvrière (FO), lambertiste, et d'une mère professeure de musique à Paris.
Agrégé de géographie, il est professeur d'histoire-géographie dans l'académie de Créteil.

### Débuts politiques
En 2008, il rencontre Jean-Luc Mélenchon et commence à militer à la création du Parti de gauche (PG) en 2009. Il y milite pendant plusieurs années jusqu'à rejoindre la direction du parti en 2015.
Lors de la campagne présidentielle de 2017 de Jean-Luc Mélenchon, il devient co-responsable du livret thématique de l'éducation et rédige le programme « éducation » du mouvement la France Insoumise (FI).
Deux ans plus tard, lors des élections législatives de 2017, il est candidat FI dans la 18e circonscription de Paris, un bastion socialiste, faisant face à l'ancienne ministre Myriam El Khomri, investie par le Parti Socialiste (PS). Il termine 3e avec 16,60 % des voix, la circonscription est remportée par Pierre-Yves Bournazel, candidat Les Républicains (LR) qui rejoint ensuite le parti Agir peu après son élection.

### Conseiller régional d'Île-de-France
Il est responsable du pôle élections au sein du mouvement de la France Insoumise (FI),. Il est candidat aux élections régionales de 2021 en Île-de-France et tête de liste dans le Val-d'Oise sur la liste du mouvement conduite par Clémentine Autain.
Au 2e tour, les trois listes de gauche de la FI, Europe Écologie Les Verts (EELV) et le Parti Socialiste (PS) s'unissent pour s'opposer à la présidente sortante, Valérie Pécresse, investie par Les Républicains (LR).
Paul Vannier est déplacé sur la liste à Paris dans le cadre de l'union de la gauche, il est élu conseiller régional.[style à revoir].
En juillet 2021, lors de l'ouverture de la nouvelle législature du Conseil régional d'Île-de-France, il devient président du groupe « La France insoumise et apparentés ». Il est candidat à la présidence du conseil régional face à la présidente sortante Valérie Pécresse, candidature qu'il évoque comme un « signal de résistance » et obtient 12 voix.
Bien que Paul Vannier ait signé une charte en 2021 l'engageant au non-cumul de mandat, il reste conseiller régional d'Île-de-France après avoir été élu député à l'Assemblée nationale. Avec Sophia Chikirou, il justifie ce cumul de mandats par la nécessité selon eux de garder un groupe la France insoumise (FI) au Conseil régional d'Île-de-France. En cas de démission, le groupe manquerait d'élus et disparaîtrait,.

### Député du Val-d'Oise
Paul Vannier fait partie des proches de Jean-Luc Mélenchon pendant la campagne présidentielle de 2022[source insuffisante]. Il participe aux négociations à gauche avec Europe Écologie Les Verts (EELV), le Parti Socialiste (PS) et le Nouveau Parti anticapitaliste (NPA) comme responsable des élections de la France insoumise (FI). Au terme de ces négociations, il est candidat à la députation pour la Nouvelle Union populaire écologique et sociale (NUPES) dans la 5e circonscription du Val-d'Oise et bat au second tour Fiona Lazaar, la députée sortante investie par le parti Renaissance (RE) .
En 2024, il est corapporteur d’un rapport parlementaire sur le financement public de l’enseignement privé sous-contrat avec le député Christopher Weissberg. Dans leur conclusion, les députés dénoncent un financement public de ces établissements (majoritairement catholiques) manquant de transparence, et mal contrôlé. Ils proposent des sanctions en cas de manquements. Paul Vannier dit vouloir « refonder le modèle opaque de financement public autour des objectifs de transparence, de contrôle, de justice et d’égalité de traitement »,,.
En juin 2024, à la suite de la dissolution de l'Assemblée nationale entrainant les élections législatives françaises de 2024, il participe aux négociations entre différents partis de gauche qui mènera à la création d'une alliance, le Nouveau Front populaire (NFP). Il est candidat à sa réélection sous la bannière du NFP, et est réélu au premier tour avec 56,01 % des voix.
En 2025, il est corapporteur avec la députée Renaissance Violette Spillebout de la commission d'enquête parlementaire sur les modalités du contrôle par l'État et de la prévention des violences dans les établissements scolaires, ouverte à la suite des révélations sur l'affaire Bétharram. Le rapport, rendu public le 2 juillet 2025 après trois mois de travaux, donne 50 recommandations visant à « en finir avec la culture du déni à l'école »,,.

## Synthèse des résultats électoraux

### Élections législatives
| Année | Parti | Parti | Circonscription  | 1er tour | 1er tour | 2d tour | 2d tour | Issue |
| Année | Parti | Parti | Circonscription  | %        | Rang     | %       | Rang    | Issue |
| ----- | ----- | ----- | ---------------- | -------- | -------- | ------- | ------- | ----- |
| 2017  |       | LFI   | 18e de Paris     | 16,60    | 3e       |         |         | Battu |
| 2022  |       | LFI   | 5e du Val d'Oise | 44,80    | 1er      | 63,71   | 1er     | Élu   |
| 2024  |       | LFI   | 5e du Val d'Oise | 56,01    | 1er      |         |         | Élu   |

### Élections régionales
| Année | Liste | Liste      | Région        | Résultats | Résultats | Résultats | Résultats |
| Année | Liste | Liste      | Région        | 1er tour  | 1er tour  | 2d tour   | 2d tour   |
| Année | Liste | Liste      | Région        | %         | Rang      | 2d tour   | 2d tour   |
| ----- | ----- | ---------- | ------------- | --------- | --------- | --------- | --------- |
| 2021  |       | LFI-PCF-PA | Île-de-France | 10,25     | 6e        | Fusion    |           |